# Returner – Kampf um die Zukunft
Returner – Kampf um die Zukunft (jap. リターナー, Ritānā für engl. Returner) ist ein japanischer Science-Fiction-Film der Tōhō von Regisseur Takashi Yamazaki aus dem Jahr 2002. Der Film wurde in Deutschland ab dem 25. November 2003 auf DVD vermarktet.

## Handlung
In ferner Zukunft – man schreibt das Jahr 2084 – wird die Menschheit durch übermächtige außerirdische Invasoren bedroht. Das Ende der Zivilisation ist nah. Die wenigen Überlebenden verschanzen sich im tibetischen Hochgebirge, wo Wissenschaftler an einem Zeitportal arbeiten. Mit der Zeitmaschine will man die Ankunft der ersten extraterrestrischen Wesen verhindern, den sogenannten Daggra. Als diese Zufluchtsstätte jedoch von Aliens gestürmt wird, flüchtet die jugendliche Widerstandskämpferin Milly eilig in das Japan des Jahres 2002.
Das junge Mädchen katapultiert sich auf ein Frachtschiff, wo sie heimlich den stoischen Auftragsmörder Miyamoto bei einer bewaffneten Auseinandersetzung beobachtet. Der Killer stört im Auftrag einer chinesischen Kontaktperson zwei kriminelle Organisationen bei der Abwicklung eines Deals. Irgendwann steht der erstaunte Miyamoto dem bösen Triaden-Führer Mizoguchi gegenüber, der mit Organen von zuvor entführten und ermordeten Straßenkindern Handel treibt. In dem Kriminellen erkennt Miyamoto den lang gesuchten Mörder seines besten Jugendfreundes. Noch bevor Miyamoto sich seines Todfeindes entledigen kann, schießt er versehentlich die plötzlich auftauchende Milly an. Oberfiesling Mizoguchi nutzt die Gelegenheit und entkommt spurlos. Miyamoto nimmt sich der scheinbar Verletzten an und kontaktiert seine Auftraggeberin.
Als Milly dann um Hilfe bei ihrer waghalsigen Mission bittet, verweigert Miyamoto zunächst eine Zusammenarbeit. Nach längerem Hin und Her überzeugt Milly den Jüngling zur Mitarbeit. Mit materieller Unterstützung von Miyamotos Auftraggeberin reist das ungleiche Duo zum Berg Ibusuki, der Absturzstelle des ersten UFOs. An jenem Ort, so eine Überlieferung, soll der Daggra einst eine Notlandung vorgetäuscht haben – was sich im späteren Verlauf der Handlung als Irrtum herausstellt.
Unweit der Absturzstelle aktivieren Wissenschaftler in einem Forschungszentrum das geborgene Flugobjekt der Fremden. Eine Vielzahl von paranormalen Ereignissen gehen damit einher. Das außerirdische Mutterschiff wird so auf das gestrandete, sich in menschlichem Gewahrsam befindliche Alien aufmerksam. Einstweilen gelangen Milly und Miyamoto in das besagte Institut, wo sie auf die geschwächte Kreatur stoßen. Die Zeitreisende verschont allerdings das Wesen, da es nicht die bekannte Gestalt der Daggra aufweist, sie kennt die Invasoren lediglich in ihren pilotierten Maschinen. Milly wird nun klar, dass die Ursache zukünftiger Konflikte allein bei den Menschen liegt, da sie ein im Sterben liegendes Wesen gefangen halten, obgleich es von den Artgenossen gerettet werden könnte. Die Menschen nehmen den Tod der Kreatur billigend in Kauf. Fast zeitgleich wird das Gebäude von Mizoguchis Schergen überfallen.
Der skrupellose Triadenboss strebt nach absoluter Macht. Er entledigt sich seines alternden Paten, verfrachtet die außerirdischen Fundstücke auf eine abgelegene Bohrinsel, um sich der außerirdischen Technologie zu bemächtigen. Noch bevor er sich jedoch die Alien-Waffen zunutze machen kann, gelingt es Milly und Miyamoto, Mizoguchi in einem kräftezehrenden Kampf zu besiegen und das kleine Wesen zu retten. Als dieses von einigen Daggra abgeholt wird, gibt sich einer der Fremden durch Öffnen der gepanzerten Kampfmontur als Vertreter der Spezies des Geretteten zu erkennen. Diese Geste der Verletzlichkeit drückt gleichzeitig die nun friedliche Gesinnung der Außerirdischen aus, der Krieg in der Zukunft konnte verhindert werden.
Am Ende kehrt Milly zurück in die Zukunft, der ratlose Miyamoto gibt schließlich sein Mordhandwerk auf und bleibt allein zurück.

## Auszeichnungen
Japanese Academy Award:
- 2003: Auszeichnung in der Kategorie Beste Nachwuchsdarstellerin für Anne Suzuki
- 2003: Auszeichnung in der Kategorie Populärster Darsteller für Anne Suzuki
- 2003: Nominierung in der Kategorie Bester Schnitt für Takuya Taguchi
- 2003: Nominierung in der Kategorie Bester Nebendarsteller für Gorō Kishitani
- 2003: Nominierung in der Kategorie Beste Nebendarstellerin für Kirin Kiki

## Kritiken
Das Lexikon des internationalen Films schrieb, der Film sei ein „munterer Zitatenreigen, der einschlägige Erfolgsfilme amerikanischer wie asiatischer Herkunft für weitgehend ideenarme, aber leidlich effektvolle Unterhaltung“ nutze.

## Belege
1. ↑  Returner – Kampf um die Zukunft im Lexikon des internationalen Films